# رنو کاراول
رنو کاراول (Renault Caravelle) خودرویی رودستر ساخت رنو است که در سال‌های ۱۹۵۸ تا ۱۹۶۸ تولید شده است. تعداد ۱۱۷،۰۰۰ دستگاه از این خودرو در فرانسه تولید شده‌است. 
طراحی آن خودروهای موتور عقب-محور عقب بوده طول آن در حالت طبیعی ۴٬۲۶۵ میلیمتر (۱۶۷٫۹ اینچ)، عرض آن در حالت طبیعی ۱٬۵۷۵ میلیمتر (۶۲٫۰ اینچ) و ارتفاع آن در حالت طبیعی ۱٬۳۲۰ میلیمتر (۵۲٫۰ اینچ) و وزن آن در حالت طبیعی ۸۲۲ کیلوگرم (۱٬۸۱۲ پوند) است. 
سیستم جعبه‌دندهٔ آن ۴ دنده به صورت دستی است.